# Amata mariae
Amata mariae är en fjärilsart som beskrevs av Abel Dufrane 1945. Amata mariae ingår i släktet Amata och familjen björnspinnare. Inga underarter finns listade i Catalogue of Life.